# Der Tod des Dichters (Lermontow)

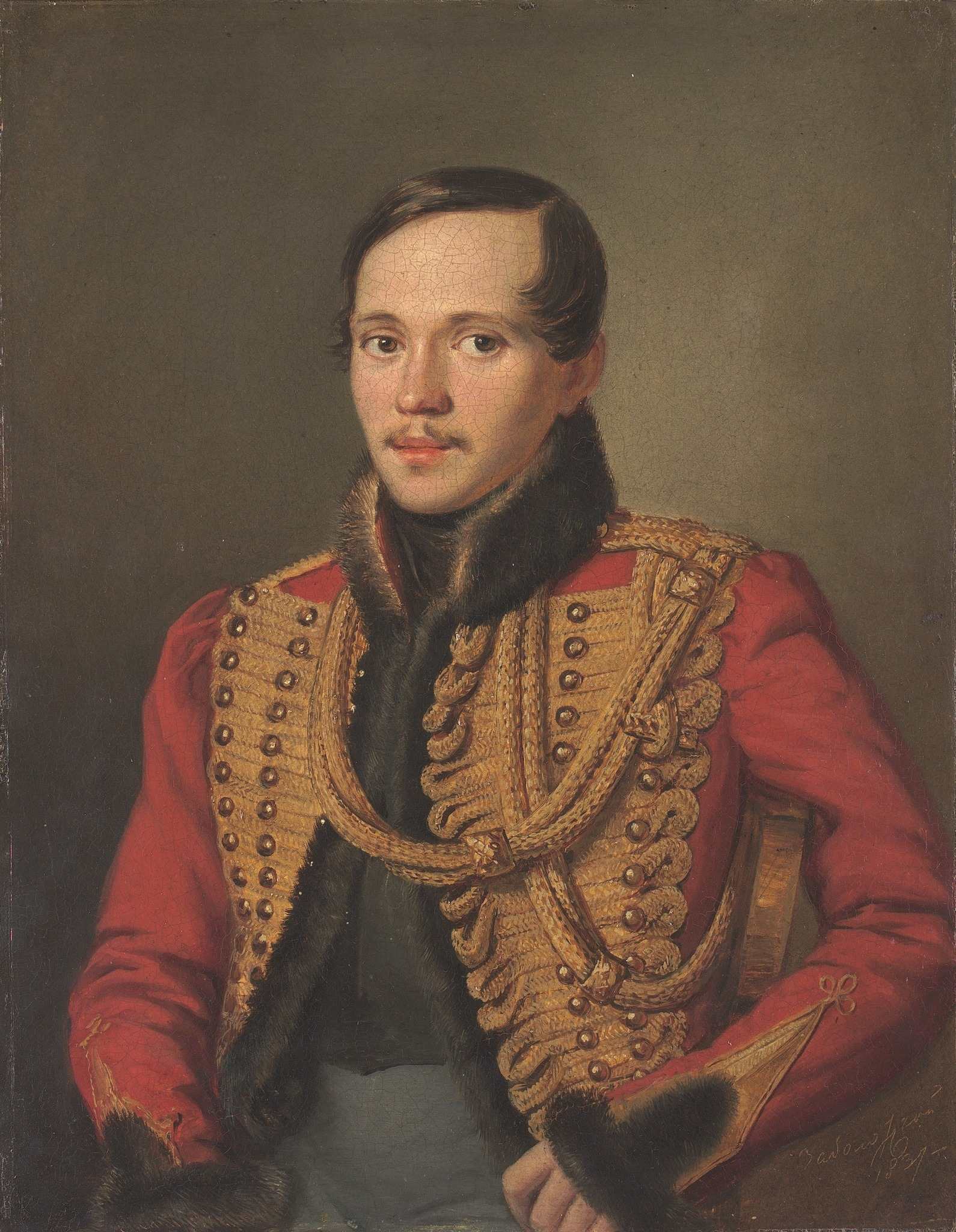
Michail Jurjewitsch Lermontow

Der Tod des Dichters (russ. Смерть Поэта / Smert' poeta) ist ein Gedicht von Michail Lermontow (1814–1841) auf den Tod von Alexander Puschkin, der am 29. Januarjul. / 10. Februar 1837greg. an den Folgen eines Duells mit Georges-Charles de Heeckeren d’Anthès gestorben war.
Vergeltung, Majestät, Vergeltung!

Ich falle dir zu Füßen:

Sei gerecht und bestrafe den Mörder
Das Motto wurde von Lermontow nachträglich hinzugefügt und weist auf den Charakter des Gedichtes hin. Es ist nicht nur ein literarischer Nachruf auf den russischen Nationaldichter, sondern auch der Ruf nach Rache und ein „Aufschrei der durch Puschkins Tod zutiefst gekränkten Russen“. Lermontow kritisierte leidenschaftlich und in scharfen Worten die Umstände, die zu diesem Duell geführt hatten, und wurde dafür in ein Militärregiment in den Kaukasus strafversetzt.

## Das Duell
…lächelnd verachtete er frech

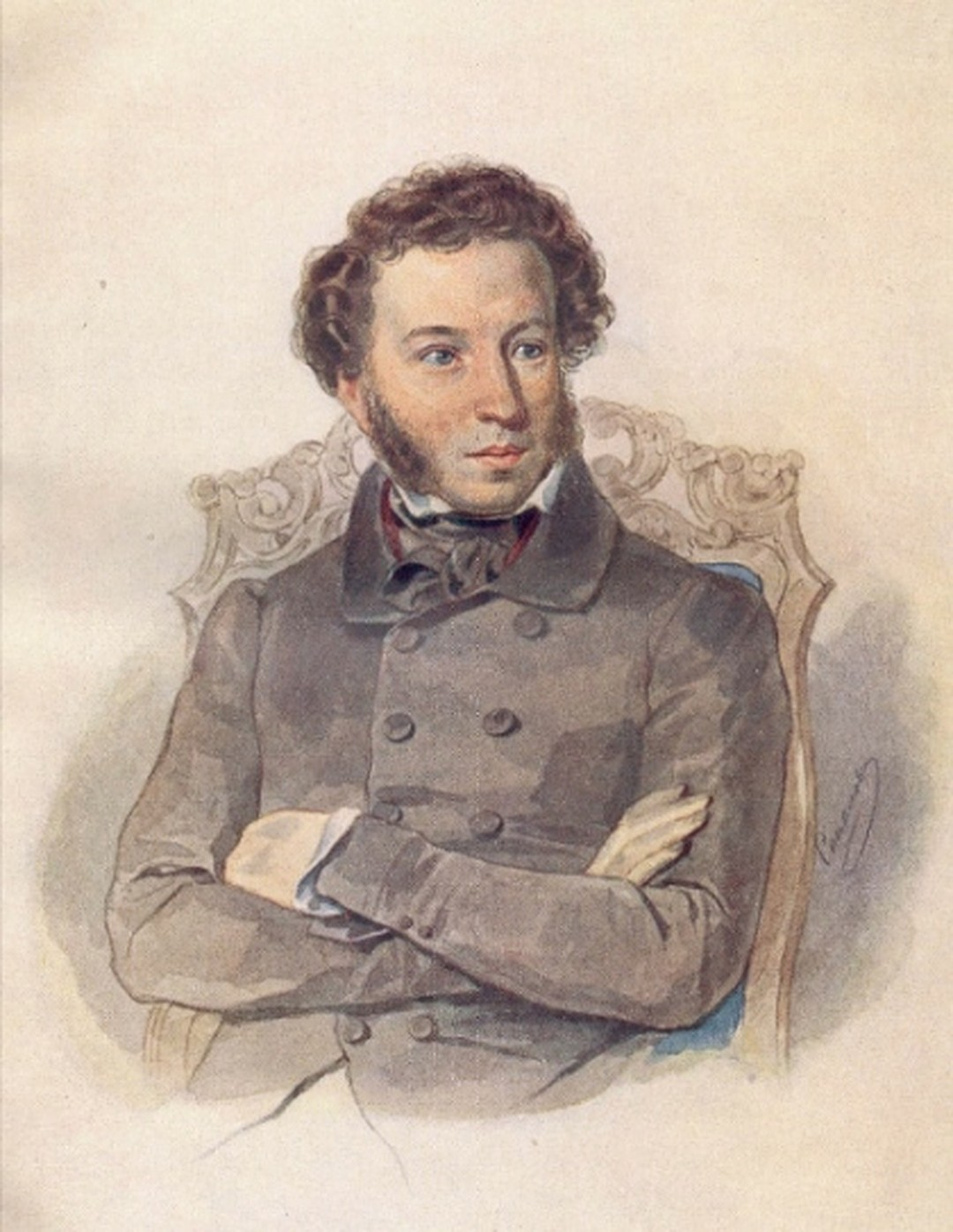
Alexander Puschkin (1836)

Sprache und Sitte des fremden Landes;

konnte ihn, der unser Ruhm war, nicht verschonen…
Alexander Puschkins Gegner im Duell war der Franzose Georges-Charles de Heeckeren d’Anthès, ein Gardeoffizier in russischen Diensten und Adoptivsohn des holländischen Botschafters in Sankt Petersburg. Er machte Puschkins Frau Natalja in einer auffallenden und provozierenden Weise den Hof, die für den Dichter beleidigend war. Gerüchte über die Art der Beziehung d’Anthès’ zu Natalja Puschkina und anonyme Briefe, die den vermeintlich betrogenen Ehemann verspotteten, brachten Puschkin in eine unhaltbare Lage. Ein Duell konnte durch die Vermittlung seines Freundes Wassili Schukowski zunächst noch verhindert werden; vor allem deshalb, weil d’Anthès überraschend die Absicht kundgetan hatte, Katharina Gontscharowa, die ältere Schwester Nataljas, zu heiraten. Diese Heirat änderte jedoch nichts an seiner aufdringlich zur Schau gestellten Verehrung für seine nunmehrige Schwägerin. Das Amüsement der Petersburger Gesellschaft, in deren Augen Natalja Puschkina schuldig war, sowie das herausfordernde Auftreten des Franzosen versetzten Puschkin erneut in Wut. Er schrieb einen beleidigenden Brief an den Adoptivvater Heeckeren, so dass der Sohn zu einer Duellforderung gezwungen war.
Umgekommen ist der Dichter! Als Sklave der Ehre

ist er gefallen, verleumdet vom Gerücht,

mit Blei in der Brust und dem Durst nach Rache…
Puschkins Sekundant war Konstantin Danzas, ein ehemaliger Schulkamerad aus dem Lyzeum Zarskoje Selo. D’Anthès beauftragte den Vicomte d’Archiac, einen Angehörigen der französischen Botschaft. Die Duellbedingungen wurden von den Sekundanten ausgehandelt und schriftlich festgelegt. Am 27. Januarjul. / 8. Februar 1837greg. wurde der Zweikampf in der Nähe von Sankt Petersburg am sogenannten Schwarzen Fluss ausgetragen. Die Kontrahenten nahmen in der vereinbarten Distanz voneinander Aufstellung und rückten auf ein Startzeichen vor. D’Anthès schoss als Erster und traf Puschkin in den Leib. Am Boden liegend – die Waffe war ihm aus der Hand gefallen und man musste ihm eine andere reichen – gab auch der schwer verwundete Puschkin einen Schuss ab, verletzte seinen Gegner jedoch nur leicht. Er selbst erlag zwei Tage später im Alter von siebenunddreißig Jahren seiner Verletzung.

## Das Gedicht

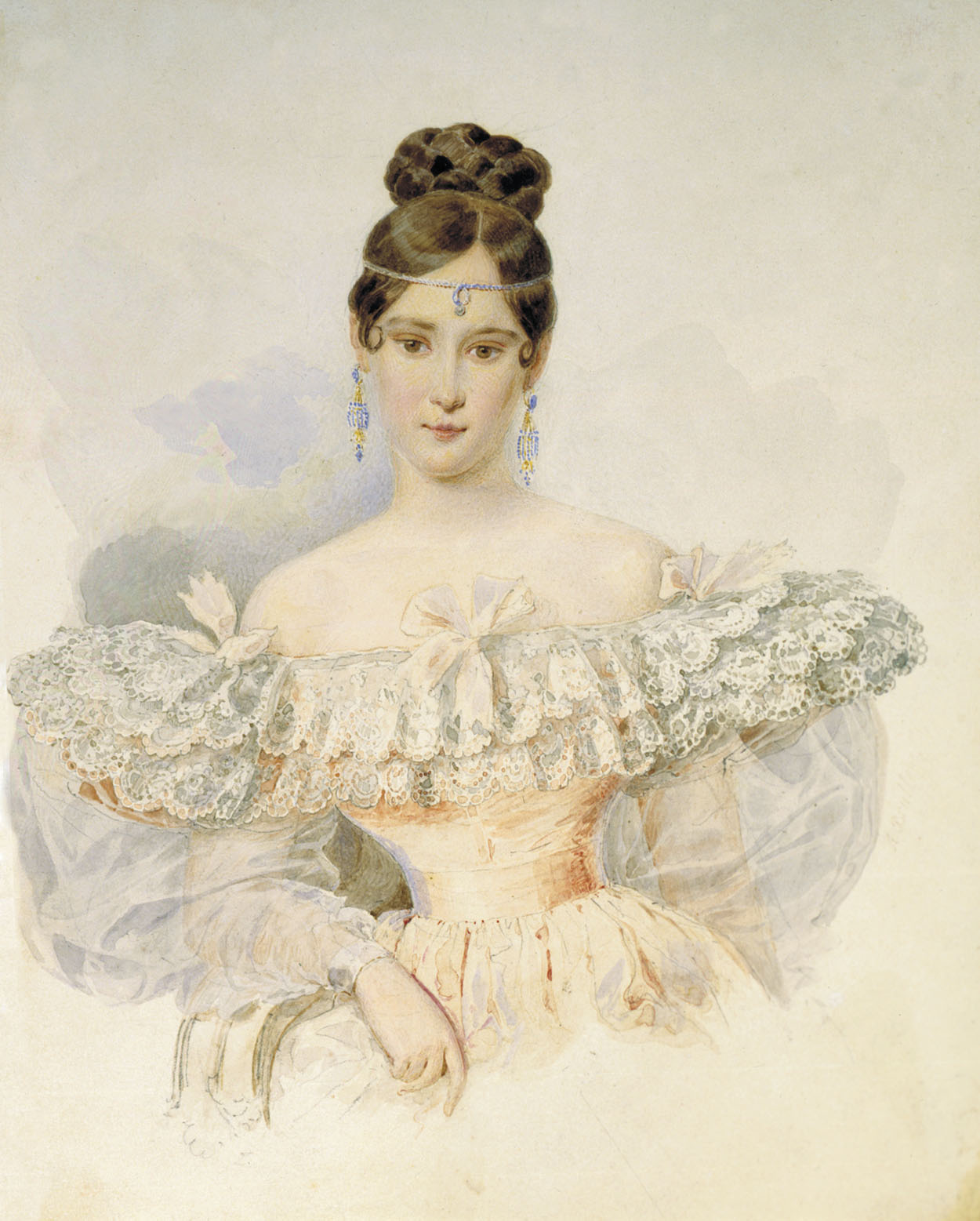
Natalja Puschkina (1831)

Der plötzliche und gewaltsame Tod des russischen Nationaldichters – noch dazu verursacht durch einen Ausländer – löste in Russland Trauer und Wut aus. Bereits wenige Tage nach Puschkins Tod verfasste Michail Lermontow sein berühmtes und für ihn selbst folgenreiches Gedicht. Es wurde zunächst nicht gedruckt, sondern in Tausenden Exemplaren handschriftlich verbreitet.
…Ihr aber, ihr hochmütigen Nachkommen

eurer für ihre notorische Schurkerei berühmten Väter…,

…Ihr, die ihr am Thron steht als gierige Schar,

Henker von Freiheit, Genie und Ruhm!

Ihr verbergt euch hinter dem schützenden Gesetz,

vor euch müssen Gericht und Wahrheit, muß alles schweigen…
Lermontow empörte sich leidenschaftlich gegen die Petersburger Gesellschaft, deren Anfeindungen und Intrigen Puschkin ausgesetzt war, und beschuldigte sie, den Dichter in „infamer Weise“ gejagt zu haben. Er beklagte das „hinterhältige Geflüster höhnischer Ignoranten“ und drohte den „Lieblingen des Lasters“ mit dem göttlichen Gericht. Er kritisierte die Hofgesellschaft in scharfer Form und machte sie für den Tod des berühmten, aber politisch unbequemen Dichters verantwortlich.
Michail Lermontow wurde verhaftet und anschließend in ein Militärregiment in den Kaukasus strafversetzt. Dort fand er jedoch nicht den Tod in einem Gefecht gegen aufständische Stämme, sondern starb vier Jahre später in Pjatigorsk – gefallen in einem Duell am 15. Juli 1841 im Alter von sechsundzwanzig Jahren.

## Hintergrund
…Die Seele des Dichters hatte

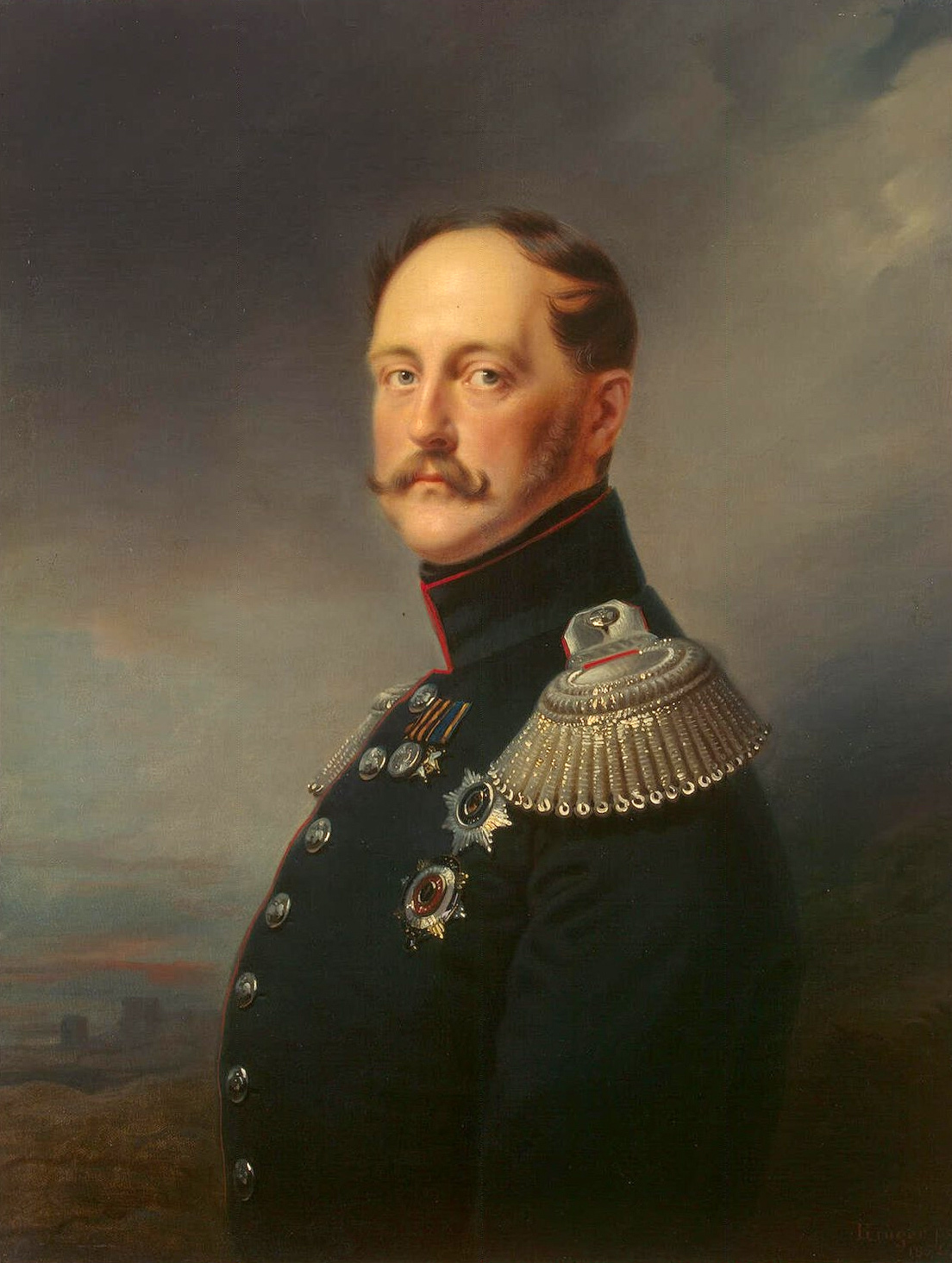
Zar Nikolaus I. (1852)

die Schmach kleinlicher Kränkungen nicht mehr ertragen,

er hatte sich erhoben gegen die Meinung der Gesellschaft,

allein wie schon immer…und er wurde getötet!
Alexander Puschkin hatte nach seiner Begnadigung durch Zar Nikolaus I. und seiner Rückkehr aus der Verbannung unter ständiger Überwachung durch die Geheimpolizei gestanden, deren Chef Alexander Benckendorff ihm zahlreiche Einschränkungen auferlegte. Seine Werke mussten dem Zaren persönlich zur Zensur vorgelegt werden, Reisen musste er bewilligen lassen, Briefe wurden geöffnet. Das Misstrauen der Hof- und Regierungskreise wurde verstärkt durch die Freundschaft, die Puschkin mit vielen Teilnehmern des Dekabristenaufstandes verbunden hatte; dazu kamen noch erdrückende Schulden und schließlich die Gerüchte und die Häme, die ihn und seine Frau trafen.
Die Hintergründe des Duells wurden niemals restlos aufgeklärt, und so entstanden bald zahlreiche Spekulationen und Mutmaßungen. Die Thesen reichen von gesuchtem Selbstmord bis zu gezieltem Mordversuch; von Verschwörung d’Anthès’ und seines Adoptivvaters bis zu gezielter Intrige der Hofkreise mit d’Anthès als Werkzeug, um den politisch unbequemen Puschkin loszuwerden. Für all diese Thesen gibt es allerdings keine Belege oder gar Beweise.

## Trivia

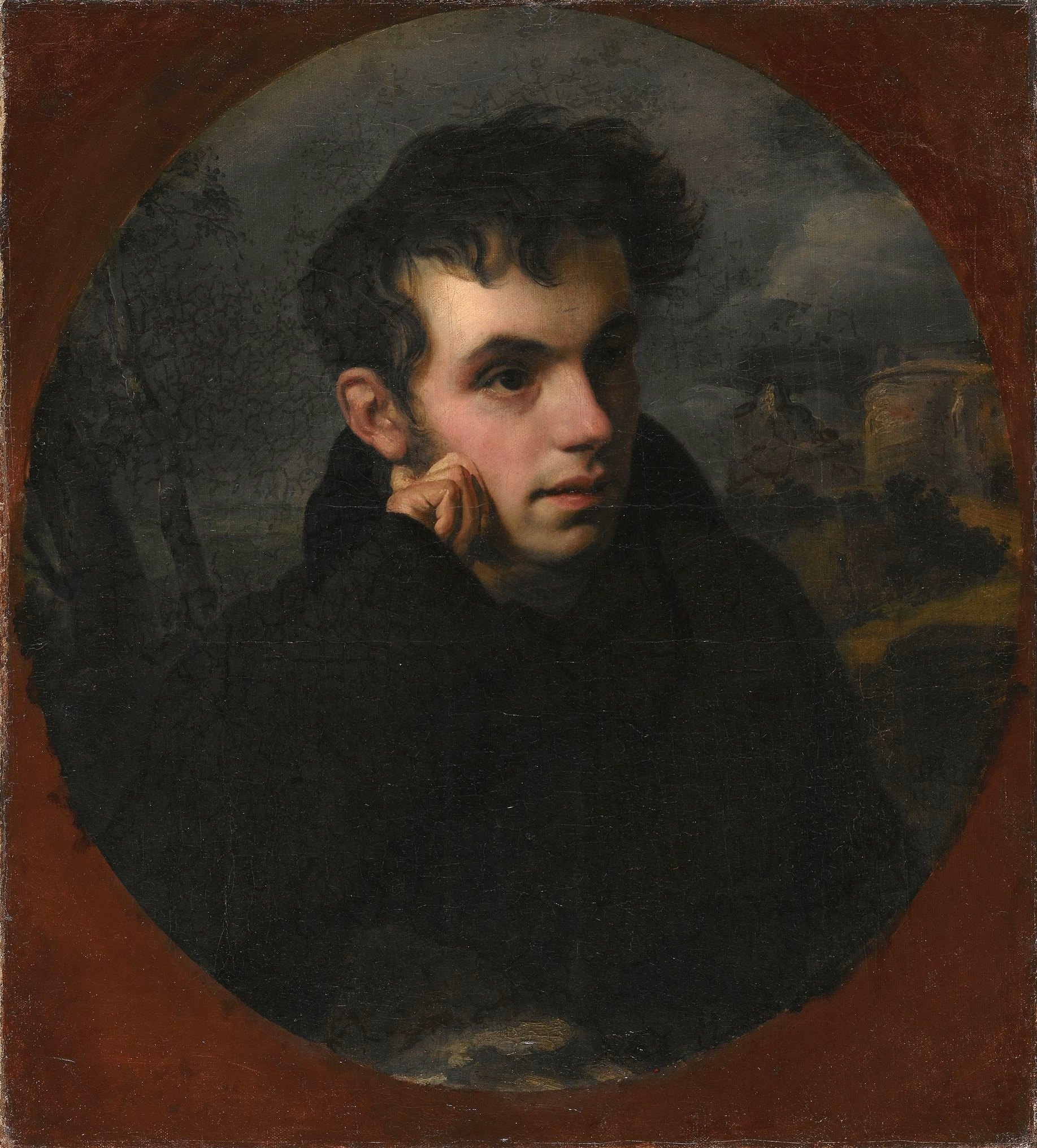
Wassili Schukowski, Puschkins Freund und Förderer (1815)

- „Welchem Russen ist nicht durch seinen Tod etwas Verwandtes vom Herzen gerissen?“[14] Der Dichter Wassili Andrejewitsch Schukowski, einer der engsten Freunde und frühesten Förderer Alexander Puschkins, schrieb einen Brief, der auch für die Öffentlichkeit bestimmt war, an den Vater Sergej Lwowitsch Puschkin. Darin schilderte er das qualvolle Sterben des Dichters, sein Abschiednehmen von Freunden und seiner Familie und die große Anteilnahme der Menschen, die zu Tausenden gekommen waren, um ihm die letzte Ehre zu erweisen.
- Der Sarg mit Puschkins Leichnam wurde aus Sorge vor gegen den Zaren gerichteten Sympathiekundgebungen für den Dichter bei Nacht aus Sankt Petersburg abtransportiert. Puschkin fand, wie er das selbst gewünscht hatte, seine letzte Ruhestätte auf dem Friedhof des Swjatogorski-Klosters in der Nähe der Stadt Pskow.
- Georges-Charles de Heeckeren d’Anthès wurde nach dem Duell aus Russland ausgewiesen; er kehrte nach Frankreich zurück und machte unter Napoleon III. politische Karriere.
- Der deutsche Schriftsteller Friedrich von Bodenstedt, der Lermontow in Sankt Petersburg persönlich kennengelernt hatte, gelangte nach dessen Tod in den Besitz einer Abschrift des bis dahin unveröffentlichten Gedichtes,[15] übersetzte es in den Versmaßen der Urschrift ins Deutsche und nahm es 1852 unter dem Titel Lermontoff’s Klagegesang am Grabe Alexander Puschkin’s (Beim Tode des Dichters, 1837) in die Sammlung Michail Lermontoff’s Poetischer Nachlaß auf. Außerdem wurden in dieser Ausgabe einige Gedichte Lermontows erstmals vollständig und ohne Lücken der russischen Zensur veröffentlicht.

## Übersetzungsvergleich
Im Folgenden ein Vergleich einzelner Verse in unterschiedlichen Übersetzungen:
Links die Nachdichtung von Friedrich von Bodenstedt, in der Mitte die Übersetzung aus Ausgewählte Werke Rütten & Löning. Berlin 1987, rechts die Übertragung ins Deutsche der aktuellen Reclam-Ausgabe von Kay Borowsky:
Der Dichter wollte seine Ehre rächen,

Die er durch giftges Wort verletzt geglaubt,

Da traf ihn selbst das Blei, sein Herz zu brechen,

Zu beugen sein gewaltig Haupt…

…Und Manche jetzt frohlocken, daß er fiel,

Und rühmen gar den Mörder, der sein Ziel

So gut getroffen, und im kalten Muthe,

Fest, ohne Zittern, that den Mörderschuß,

Der unser Land geröthet, mit dem Blute

Des liederreichen Genius…

… Ein Abenteurer kam er aus der Ferne,

Er nahm kein Herz mit sich, ließ keins zurück –

Rang sucht’ er bei uns, Titel, Ordenssterne,

Denn unverständlich war ihm andres Glück,

Er fand was er gesucht in unsrer Mitte,

Er fand bei uns ein zweites Vaterland –

Sein Dank war: daß er sonst auf jedem Schritte

Was ihm begegnete, verächtlich fand.

Fremd blieb er unsrer Sprache, unsrer Sitte,

Das Volk war ihm ein Gegenstand des Hohnes

Er suchte keine Gunst als die des Thrones…
Der Dichter fiel – von Schurken wähnte

Er seiner Ehre sich beraubt.

Er traf ins Herz, der ihn verhöhnte,

Und sterbend sank sein stolzes Haupt!…

…Der ihn gemordet, kalten Blutes

Hat er’s getan...Er schoß gewandt;

Sein leeres Herz war rohen Mutes,

Und nicht gezittert hat die Hand…

Aus fernen Reichen

Kam er als Abenteurer her,

Und hundert andre so wie er,

Sich Glück und Ämter zu erschleichen;

Er schätzte unser Land gering,

Sein Recht und Brauch, sein Wort und Wissen,

Hätt gern uns Ruhm und Ehr entrissen;

Wie konnte er bei Abschuß wissen,

An wem sich seine Hand verging…
Umgekommen ist der Dichter! Als Sklave der Ehre

ist er gefallen, verleumdet vom Gerücht,

mit Blei in der Brust und dem Durst nach Rache,

beugend sein stolzes Haupt!…

…Kaltblütig hat sein Mörder

den Schlag geführt…eine Rettung gab es nicht:

Gleichmäßig schlägt das leere Herz,

die Pistole zittert nicht in der Hand…

…Und was ist daran auch so erstaunlich?…aus der Ferne,

Hunderten anderen Flüchtlingen gleich,

wurde er auf der Jagd nach Glück und Karriere

nach dem Willen des Schicksals zu uns verschlagen;

lächelnd verachtete er frech

Sprache und Sitte des fremden Landes;

konnte ihn, der unser Ruhm war, nicht verschonen;

vermochte in jenem blutigen Augenblick nicht zu bergreifen,

wogegen er seine Hand erhob!…